# Nelson Rodrigues
(Nelson Rodrigues)
Nelson Falcão Rodrigues (Recife, 23 agosto 1912 – Rio de Janeiro, 21 dicembre 1980) è stato un drammaturgo, scrittore e giornalista brasiliano.

## Biografia

### Infanzia
Nato nella capitale pernambucana, quinto di quattordici fratelli, si trasferì con la famiglia a Rio de Janeiro nel 1916, poiché suo padre, il giornalista ed ex deputato federale Mário Rodrigues, vi si recò per sfuggire a rappresaglie politiche, trovando lavoro al Correio da Manhã, quotidiano di proprietà di Edmundo Bittencourt.

Firma di Nelson Rodrigues

Nello scritto Memórias, Nelson Rodrigues indica come sua fonte d'ispirazione proprio l'infanzia, vissuta nella zona nord di Rio; due anni passati in una modesta casa di rua Alegre 135, nel quartiere di Aldeia Campista, suggerirono all'autore cronache e opere teatrali sulla situazione causata dalla morale della classe media nei primi anni del ventesimo secolo. Proprio tale clima sociale e la personalità segnarono il suo periodo infantile; era un accanito lettore di libri romantici del diciannovesimo secolo e divenne anche un appassionato di calcio: questi due aspetti saranno poi presenti nella sua produzione letteraria e ne influenzeranno lo stile.
Negli anni 1920 Mário Rodrigues fondò il quotidiano A Manhã, dopo aver lasciato il lavoro per Edmundo Bittencourt; proprio nel giornale paterno Rodrigues iniziò la sua carriera giornalisitica, occupandosi appena tredicenne della cronaca nera. Inoltre la famiglia riuscì a raggiungere una situazione economica stabile, trasferendosi a Copacabana; il padre perse poi il controllo delle azioni del giornale in favore del socio, ma nel 1928, grazie all'aiuto pecuniario del vicepresidente Fernando de Melo Viana, diede vita ad un altro quotidiano, Crítica.
In qualità di cronista sportivo, Nelson Rodrigues scrisse testi riguardanti la società calcistica del Fluminense, della quale era appassionato tifoso. La maggior parte dei suoi scritti erano pubblicati dal Jornal dos Sports; insieme a suo fratello Mário Filho, giocò un ruolo importante per il prestigio del Fla-Flu.

### Adolescenza e giovinezza
Nelson entrò a far parte insieme ai fratelli Mílton, Mário Filho e Roberto della redazione del giornale. Curò sempre la cronaca nera, mentre Mário Filho si occupava di sport e Roberto delle illustrazioni. Un caso giornalistico riguardante un divorzio portò all'assassinio di Roberto per mano di Sylvia Serafim, la moglie, che irruppe nella sede del giornale e sparò all'illustratore; dopo pochi mesi, morì anche il padre Mário, duramente segnato dalla grave perdita. La Serafim fu sorprendentemente assolta da ogni accusa, e durante la rivoluzione del 1930 il quotidiano venne soppresso.
Aiutato dal fratello Mário Filho, amico di Roberto Marinho, Rodrigues venne assunto al giornale O Globo, senza tuttavia ricevere un salario. Solo nel 1932 fu effettivamente stipendiato, in qualità di reporter; poco tempo dopo scoprì di essere ammalato di tubercolosi. Fu dunque costretto a passare lunghi periodi a Campos do Jordão per curarsi. Una volta guarito, fece ritorno a Rio in qualità di critico d'opera.
A partire dagli anni 1940, si divise tra il suo lavoro al O Globo e alla creazione delle sue opere teatrali; risale al 1941 la sua prima pièce, intitolata A mulher sem pecado, che vide poco seguito di pubblico. Subito dopo pubblicò la pièce Vestido de noiva, che venne diretta da Zbigniew Ziembiński al Teatro Municipal do Rio de Janeiro con grande successo.

### Maturità
Nel 1945 lasciò O Globo e iniziò a lavorare per la Diários Associados. Il suo primo romanzo d'appendice, intitolato Meu destino é pecar e firmato con lo pseudonimo Susana Flag, appare su O Jornal, di proprietà di Assis Chateaubriand. Il successo di quest'iniziativa portò Rodrigues a scrivere la sua terza opera teatrale, Álbum de família, che nel febbraio 1946 venne sottoposto a censura; solo nel 1965 il testo venne liberamente distribuito. Nell'aprile 1948 Anjo negro debuttò nei teatri, e grazie ai ricavi l'autore poté trasferirsi nel quartiere di Andaraí; nel 1949 fu la volta dell'opera Doroteia.
Nel 1950 assunse l'incarico di giornalista per Última Hora, quotidiano di Samuel Wainer: lì creò la sua cronaca più celebre, A vida como ela é ("La vita per come è"). Nel decennio successivo lavorò per TV Globo, partecipando alla trasmissione Grande Resenha Esportiva Facit, prima tavola rotonda sul calcio della televisione brasiliana, e nel 1967 pubblicò Memórias, scritto autobiografico, sul giornale Correio da Manhã ove aveva lavorato suo padre cinquant'anni prima.

### Gli ultimi anni e la morte
Sullo sfondo della dittatura militare, che egli aveva inizialmente appoggiato in quanto anticomunista, suo figlio Nelson Filho diventò guerrigliero e latitante. Il sostegno dello scrittore al regime, tuttavia, col tempo diminuì. Nel 1968 egli partecipò a una manifestazione per protestare contro la censura di otto opere teatrali. Inoltre intervenne con successo per la richiesta di scarcerazione del noto uomo di sinistra Helio Pellegrino. Rodrigues frequentava del resto assiduamente personaggi invisi ai militari come lo scrittore Augusto Boal, l'attore e attivista Abdias do Nascimento e il regista Arnaldo Jabor. Quando poi suo figlio venne arrestato e torturato, Rodrigues si batté per la sua liberazione e chiese un'amnistia generale per tutti i prigionieri politici.
Negli anni 1970 la salute di Rodrigues iniziò a peggiorare a causa di problemi gastrointestinali e cardiaci. Rodrigues morì domenica 21 dicembre 1980, a sessantotto anni, per complicazioni cardiache e respiratorie; fu seppellito nel cimiterio di São João Batista, a Botafogo. La sua lapide porta sia il suo nome che quello della moglie Elza (scritto quando la donna era ancora in vita), con tanto di epitaffio, che recita: Unidos para além da vida e da morte. E é só ("Uniti oltre la vita e la morte. E questo è tutto").

## Vita privata
Con la prima moglie Elza Bretanha, che aveva sposato nel 1940, generò Nelson Filho. Divorziò per poi iniziare una relazione con Lúcia Cruz Lima. Sposò poi Yolanda Camejo dos Santos, e in seguito la sua segretaria Helena Maria, ma anche questi matrimoni naufragarono. Poco prima di morire Rodrigues si risposò con Elza. Ebbe sei figli: Joffre, Nelson, Maria Lucia, Sonia Maria, Paulo Cesar e Daniela. 

## Aspetti principali del suo teatro
Nel 1941 la sua prima opera A Mulher Sem Pecado generò reazioni contrastanti, ma Vestido de Noiva fu salutato come una novità nel teatro brasiliano e considerato uno dei capolavori dell'autore: il regista polacco emigrato in Brasile Ziembiński disse «non conosco opere nell'odierno mondo del teatro che si avvicinino a questa». La trama si sviluppa in tre piani di narrazione: uno sulla vita reale, uno sui ricordi delle vita della protagonista (una donna vittima di un investimento d'auto) e uno sulle sue allucinazioni, esperite in punto di morte. La realtà si fonde dunque con il delirio mentre la trama si dipana.
L'opera successiva, Álbum de família (1946) narra di una famiglia che vive fuori della società, e protagonista di incesti, stupri e omicidi; lo scritto fu giudicato controverso, fu censurato e solo ventuno anni dopo fu rappresentato.
In tutto Rodrigues ha scritto diciassette opere teatrali, che possono essere a loro volta suddivise in tre sottogeneri: psicologiche, mitologiche e tragedie carioca. Quest'ultimo gruppo tratta della vita della classe medio-bassa di Rio de Janeiro, fino ad allora mai rappresentata a teatro.
Il teatro di Rodrigues è caratterizzato da una convinzione quasi messianica di dover rappresentare e rivelare al pubblico le ipocrisie della società. Rodrigues stesso dichiara: «dobbiamo riempire il palcoscenico di assassini, adulteri, folli; in pratica, dobbiamo travolgere lo spettatore con un'ondata di mostri. Sono i nostri mostri, dei quali ci liberiamo temporaneamente solo per fronteggiarli un altro giorno».

## Opere

### Teatro
Drammi psicologici
- A Mulher sem Pecado
- Vestido de Noiva
- Valsa nº 6
- Viúva, Porém Honesta
- Anti-Nélson Rodrigues

"Drammi mitici"
- Álbum de Família
- Anjo Negro
- Senhora dos Afogados
- Doroteia

"Tragédias Cariocas I"
- A Falecida
- Perdoa-me por me Traíres
- Os sete gatinhos
- Boca de ouro

"Tragédias Cariocas II"
- O Beijo no Asfalto
- Bonitinha, mas Ordinária o Otto Lara Rezende
- Toda Nudez Será Castigada
- A Serpente

### Romanzi
- Meu destino é pecar - 1944
- Escravas do Amor - 1944
- Minha vida - 1944
- Núpcias de fogo - 1948
- A Mulher que Amou Demais - 1949
- O homem proibido - 1959
- A mentira - 1953
- Asfalto Selvagem - 1959 (conosciuto anche come Engraçadinha)
- O casamento - 1966

### Racconti
- Cem Contos Escolhidos - A Vida Como Ela É... - 1972
- Elas Gostam de Apanhar - 1974
- A Vida Como Ela É — O Homem Fiel e Outros Contos - 1992
- A Dama do Lotação e Outros Contos e Crônicas - 1992
- A Coroa de Orquídeas - 1992

### Cronache
- Memórias de Nélson Rodrigues - 1967
- O Óbvio Ululante: Primeiras Confissões - 1968
- A Cabra Vadia - 1970
- O Reacionário: Memórias e Confissões - 1977
- Fla-Flu...e as multidões despertaram - 1987
- O Remador de Ben-Hur - 1992
- A Cabra Vadia - Novas Confissões - 1992
- A pátria sem chuteiras - Novas Crônicas de Futebol - 1992
- A Menina sem Estrela - memórias - 1992
- À Sombra das Chuteiras Imortais - Crônicas de Futebol - 1992
- A mulher do próximo - 1992
- Nélson Rodrigues, o Profeta Tricolor - 2002
- O Berro impresso nas Manchetes - 2007

## Filmografia

### Sceneggiatore
- Somos Dois, regia di Milton Rodrigues (1950)
- Meu Destino é Pecar, regia di Manuel Peluffo (1952)
- Mulheres e Milhões, regia di Jorge Ileli (1961)
- O Rei Pelé, regia di Carlos Hugo Christensen (1962)
- Boca de Ouro, regia di Nelson Pereira dos Santos (1963)
- Asfalto Selvagem, regia di J.B. Tanko (1964)
- Otto Lara Rezende ou... Bonitinha, Mas Ordinária, regia di J.P. de Carvalho (Billy Davis) (1965)
- O Beijo, regia di Flávio Tambellini (1965)
- A Falecida, regia di Leon Hirszman (1965)
- Engraçadinha Depois dos Trinta
- O Mundo Alegre de Helô
- Como Ganhar na Loteria sem Perder a Esportiva
- Ogni nudità sarà proibita (Toda Nudez Será Castigada), regia di Arnaldo Jabor (1973)
- O Casamento, regia di Arnaldo Jabor (1976)
- L'inquieta (A Dama do Lotação), regia di Neville de Almeida (1978)
- Perdoa-me Por Me Traíres
- Os Sete Gatinhos, regia di Neville de Almeida (come Neville d'Almeida) (1980)
- O Beijo No Asfalto, regia di Bruno Barreto (1981)
- Engraçadinha, regia di Haroldo Marinho Barbosa (1981)
- Bonitinha, mas Ordinária ou Otto Lara Resende, regia di Braz Chediak (1981)
- Álbum de família, regia di Braz Chediak (1981)
- Boca de Ouro, regia di Walter Avancini (1990)
- Traição, regia di José Henrique Fonseca, Arthur Fontes e Cláudio Torres (1998)
- Perdoa-me Por Me Traíres
- Gêmeas, regia di Andrucha Waddington (1999)
- Vestido de Noiva
- Bonitinha, mas Ordinária, regia di Moacyr Góes (2013)

### Produttore
- Boca de Ouro, regia di Nelson Pereira dos Santos (1963)

### Telenovelas
- A morta no espelho - TV Rio - 1963
- Sonho de amor - TV Rio - 1964
- O desconhecido - TV Rio - 1964
- O homem proibido - TV Globo - 1982
- Meu Destino É Pecar - TV Globo - 1984
- Engraçadinha... Seus Amores e Seus Pecados - TV Globo - 1995
- A Vida Como Ela É - TV Globo - 1996